# Calliopsis deserticola
Calliopsis deserticola är en biart som beskrevs av Shinn 1967. Calliopsis deserticola ingår i släktet Calliopsis och familjen grävbin. Inga underarter finns listade.